# 死亡空间系列
《絕命異次元》是美國藝電遊戲公司旗下的Visceral Games工作室所推出的一系列第三人称过肩射击游戏的總稱，系列發行於Microsoft Windows、PlayStation 3、XBox 360、Wii、iOS、Android平台。系列最初作品於2008年10月14日發行，並獲得了一致好評，被稱呼為是藝電公司史上所做出的「最恐怖的遊戲」。遊戲的成功使藝電公司繼續開發遊戲多個續作等衍生作品，而正統續作《絕命異次元2》於2011年1月25日发行。
系列中每一部遊戲都有各自的劇情和故事，通過第三人稱射擊的方式讓玩家體驗到遊戲裏的外星恐怖氣氛。遊戲劇情設定於26世紀的虛幻未來，同時也包括未來的服裝、武器、太空艙等。每部主要遊戲都圍繞著遊戲主人公—工程師艾薩克·克拉克（Isaac Clarke），以及出現在他身邊的一系列外星怪物等恐怖事情。

## 遊戲

### 主要系列

#### 絕命異次元
系列的首部作品，發行於2008年10月14日。劇情發生地點位於停在「聖盾七號星系」（Aegis Ⅶ）的大型採礦星艦「石村號」（USG Ishimura），主角艾薩克·克拉克靠他自己在船上修復系統、盡全力生存的故事。第一部採用“純恐怖”方式來敘述，讓玩家體驗到真實、密閉感覺的外星恐怖氣氛，遊戲除了部分地區會有其他角色協助以外，幾乎從頭到尾都是玩家在船上獨自行進、執行任務。面對的敵人則是恐怖外星生物「屍變體」（Necromorphs），玩家要靠一些實戰技巧來對付敵人，以進入下一個環節。

#### 絕命異次元2
系列的第二部作品，發行於2011年1月，而這次首次加入了網上多人模式。遊戲延續了前作劇情，發生於前作的三年以後，遊戲地點轉移至一座建立在泰坦星的大型宇宙都市「蔓生區」（The Sprawl）。主角依舊是工程師艾薩克·克拉克，這次他除了在屍變體爆發的蔓生區生存同時，還必須瞭解到他來此的這段期間到底發生了什麼事情。艾薩克這次會遇見多名新角色，會在艾薩克行進途中干預或是協助他前進。在此同時，艾薩克受一座新的神印所影響，開始被他自己心中的心魔折磨。

#### 絕命異次元3
系列的第三部主要作品，於2013年2月发售並加入了網上雙人合作模式。泰坦星死靈變體爆發事件後三年，CEC工程師艾薩克於月球殖民地躲避期間被地球政府軍最後兩名士兵發現，希望協助尋找於塔弗蘭提斯（Tau Volantis）星域失去聯絡的泰坦空間站死靈變體爆發生還者愛莉（Ellie Langford）。在遺留於該宙域達200年之久的殖民軍殘骸中，愛莉從當年殖民軍考察隊寫下之神印文字推斷他們可能已找到神印的源頭。艾薩克與眾人決定降落塔弗蘭提斯星，望能永久阻止死靈變體爆發。

#### 死亡空间：重制版
死亡空间初代的重制版，在2021年7月22日的EA Play Live活动上公布，计划于2023年1月27日发售，由Motive Studio开发。

### 衍生作品

#### 絕命異次元：撤離
只於Wii和PS3平台發售，描述克里恩号到達石村号上发生的事情。本作主角内森·麦克尼尔（Nathan McNeil）是石村号上的一名安保人员，在石村号灾变发生后與上司山姆·考德威尔（Sam Caldwell），考德威尔的女友莱克辛·默多克（Lexine Murdoch）及CEC执行董事沃倫·埃克哈特（Warren Eckhardt）一起尝试从石村号上逃脱。

#### 絕命異次元：星火
只於PSN和XBox發售的漫画游戏，絕命異次元2前传。本作主角佛朗哥（Franco）被派往查看他所居住的泰坦星巨大太空都市出現问题的电力系统時遭遇死靈變體爆发，其後接到命令營救一名名叫艾萨克·克拉克的病人。

#### 絕命異次元 (手機版)
絕命異次元2的另一部前傳。敘述代號為Vandal的工程師Carrie Norton被統一教唆使，前去二代的舞台泰坦空間站進行破壞，好讓統一教促使的死靈變體危機迅速在太空站中蔓延。

## 劇情
二十六世紀，地球隨著人類用盡天然資源而陷入生態危機，所有沿海城市因為全球暖化而被海水淹沒；由於內陸居住地急劇減少，人類便開始將領域擴張至外太空，實行外星殖民化工程。掌管地球維護使命的「地球政府」（EarthGov）開始依靠“行星裂解”工程：開採其他星球內部的稀有原料和資源來回收利用，一向通過大型採礦星艦實行此工程。但同時，地球政府剛好也在調查另一種可能性，於二十三世紀時在希克蘇魯伯隕石坑中尋獲的一座古老神秘的外星文物「神印」（Marker）；神印即便沒有明顯的來源，但地球政府認為其文物可作為持續電磁場信號的繼電器，因此認為神印能為人類提供永恆能源。當政府開始對神印實施逆向工程時，主研究員麥可·奧特曼（Michael Altman）試圖對大眾公佈神印的事情，這也導致他很快就遭到政府暗殺身亡，而原始神印也從此消失無蹤、至今沒有被人找到。奧特曼死後，他的重大發現使一部分支持者將他封為「殉道者」，而一個為紀念他所成立的宗教團體「統一教」（Unitology）也正式組成。和地球政府不同，統一教取得奧特曼其中一個研究報告，推論神印能通過一種被稱為「聚合」的現象，使他們全部能團結起來並「成為一體」，而神印至今也作為統一教認定的人類救世主。
數十年下來，地球政府成功從原始「黑色神印」上提取出鉍元素、以逆向工程方式制出一系列複製品：「紅色神印」（Red Marker），隨後開始研究工作。始料未及的是，所複刻出的人造神印所散發出的某種電磁信號，開始對人體產生妄想和幻聽的症狀，使人們自相殘殺的同時也會通過相同的信號，將人類死亡屍體轉換成為一種攻擊性強的恐怖外星生物「屍變體」（Necromorphs）；這些生物同時作為整個遊戲系列的主要敵人。地球政府見局勢失控之下終止所有神印工作，將所有複製出的神印棄置於其他星系。但當統一教得知事情後，他們秘密延續地球政府未完成的工作，並開始四處找尋位於太空各地的神印，認為他們能找到也只是時間問題。
其中一座紅色神印被地球政府安置在一座廢棄星系「聖盾七號」，加以隔離過程中還包括監察其效能。但事與願違，這座星系幾年後被負責行星裂解的「和諧開採公司」（Concordance Extraction Corporation，CEC）無意間發現，並開始一場非法的星球開採任務，公司礦工也發現存放於星球上的神印後，將其運回大型採礦星艦「石村號」（USG Ishimura），而此行動也導致星球殖民地和石村號內部的屍變體爆發，造成無數船員和工人死傷。其後，一名為尋找女友而自願登上石村號維修的CEC工程師艾薩克·克拉克（Issac Clarke），對抗屍變體以及走過石村號時，無意間也和神印本身建立某種「精神連結」，從此拉開《絕命異次元》的序幕……

## 人物
艾薩克·克拉克（Isaac Clark）
本系列正傳的主角。是和諧採礦公司（Concordance Extraction Corporation，簡稱CEC）的特級工程師，因女友妮可發來的一篇RIG訊息令他感覺不對勁，於是自願參加前往行星裂解船USG石村號（USG Ishimura）的修理工作，結果因此遇上死靈變體危機的爆發……
在解決了石村號的危機後，在宇宙漂流的艾薩克被地球政府回收，並被帶到泰坦太空站上安置。實為地球政府要從其腦中了解神印的知識，好建造自己的神印。於三年後被佛朗哥救出，並再次見證了泰坦號上的死靈變體危機爆發……
又一次解決了死靈變體危機後，對此感覺厭倦的艾薩克躲在月球殖民地的某處公寓，直到被地球軍最後的部隊發現，並告知其前女友艾莉失蹤，為了拯救艾莉，艾薩克於是決定和他們合作，卻意外地在那發現了神印的源頭……
其名字其實是向世界著名的科幻名家艾薩克·艾西莫夫與亞瑟·克拉克致敬。

## 剧情顺序
| 序号 | 英文名称               | 中文译名             | 发行时间                   | 类型 | 备注                                                              |
| ---- | ---------------------- | -------------------- | -------------------------- | ---- | ----------------------------------------------------------------- |
| 1    | Dead Space: Martyr     | 絕命異次元：殉道者   | 2010年7月20日              | 小说 | 《絕命異次元》約300年前                                           |
| 2    | Dead Space: Catalyst   | 絕命異次元：催化劑   | 2012年10月2日              | 小说 | 小說《絕命異次元：殉道者》250年后                                 |
| 3    | Dead Space (comics)    | 絕命異次元（漫画）   | 2008年3月3日               | 漫画 | 动画《絕命異次元：坍塌》的前传                                    |
| 4    | Dead Space: Downfall   | 絕命異次元：坍塌     | 2008年10月                 | 动画 | 游戏《絕命異次元》开始前伊吉斯Ⅶ星和石村号飞船上灾难的起因         |
| 5    | Dead Space: Extraction | 絕命異次元：撤離     | 2009年（Wii）2011年（PS3） | 游戏 | 游戏《絕命異次元》的前传，时间线上与《絕命異次元：坍塌》有重叠    |
| 6    | Dead Space             | 絕命異次元           | 2008年10月                 | 游戏 | 第一代作品                                                        |
| 7    | Dead Space: Salvage    | 絕命異次元：回收     | 2010年11月24日             | 漫画 | 《絕命異次元》与《絕命異次元：余波》间的故事                      |
| 8    | Dead Space: Aftermath  | 絕命異次元：劫後餘生 | 2011年1月25日              | 动画 | 讲述欧班农号上的故事，时间位于《絕命異次元》与《絕命異次元2》之间 |
| 9    | Dead Space (mobile)    | 絕命異次元（手機版） | 2011年                     | 游戏 | 《絕命異次元2》的直接導火索                                       |
| 10   | Dead Space Ignition    | 絕命異次元：導火索   | 2010年10月                 | 游戏 | 弗朗哥的前傳人物鋪陳                                              |
| 11   | Dead Space 2           | 絕命異次元2          | 2011年1月                  | 游戏 | 第二代作品                                                        |
| 12   | Dead Space: Liberation | 絕命異次元：解放     | 2013年2月5日               | 漫画 | 关于地球政府的中士约翰·卡弗（John Carver）的故事、絕命異次元3前傳 |
| 13   | Dead Space 3           | 絕命異次元3          | 2013年2月                  | 游戏 | 第三代作品                                                        |

## 杂项

### 隐藏信息
死亡空间其中五個作品所有章节之首個字母可拼出一個信息：
死亡空间：N.I.C.O.L.E.I.S.D.E.A.D. - Nicole is dead（妮可已经死了）
死亡空间：撤离：W.A.R.R.E.N.L.I.E.S. - Warren lies（沃伦在撒谎）
絕命異次元3：B.R.O.T.H.E.R.M.O.O.N.S.A.R.E.A.W.A.K.E. - Brother Moons are Awake（月亮群已醒來）
絕命異次元3：覺醒：R.I.P. - Rest In Peace（安息）
絕命異次元（手機版）：H.E.W.I.L.L.B.E.T.R.A.Y. - He Will Betray（他將背叛）

### 死靈變體
死靈變體（Necromorph）是因受不明感染而突變和復活之屍體，對非同類極具攻擊性，其存在被認為是殺死其他生物以製造更多屍體藉此擴大感染。大部分死靈變體均因接觸外星遺跡神印而生，宗教團體統一教部分人士認為牠們是死後生命之型態而視之為神聖。
死靈變體無法被殺死或消滅，只能切斷其四肢或觸手之類的肢體才可以阻止其行動，某些特別龐大的死靈變體身上則有特定的弱點可以攻擊。

### 神印
神印（Marker）是來自外星之不明遺跡，被認為是導致死靈變體爆發之主要原因。根據絕命異次元3，數百萬年前塔弗蘭提斯星（Tau Volantis）之原居民發現了神印，認為其巨大的能量能解決能源危機而大量複製，但不久導致大規模死靈變體爆發，大量屍體使神印引發「聚合」（Convergence），把所有屍體吸收形成體積足以媲美衛星之「神印之月」（Brethren Moon）。神印之月的存在目的被認為是透過神印製造更多死靈變體，把牠們聚合吸收從而製造更多同類。
絕命異次元中，地球政府於數百年前同樣發現了神印，透過逆向工程製造出複製品後把它置於伊吉斯Ⅶ星（Aegis Ⅶ）以監測效能，不久死靈變體爆發，政府關閉研究並封鎖星體，多年後行星裂解船石村號前來進行非法開採，導致爆發再次發生。遊戲顯示曾接觸神印的人士大多出現嚴重幻覺和恐慌症狀並互相殘殺。